# Красная Нива (Карагандинская область)
Кра́сная Ни́ва (каз. Красная Нива) — село в Бухар-Жырауском районе Карагандинской области Казахстана, входит в состав Ростовского сельского округа. 

## География
Населённый пункт расположен на западе района, в 22,9 километрах (по автодороге) к западу от административного центра сельского округа села Ростовка, в 118 километрах к западу от районного центра посёлка Ботакара и в 78 километрах к северо-западу от областного центра города Караганда. Соседние населённые пункты: Жанаталап в 10 километрах к югу, Кызылжар в 11 километрах к юго-востоку. Транспортное сообщение осуществляется автомобильной дорогой республиканского значения KAZ05 «Астана — Кабанбай батыра — Нура — Темиртау» (до 20 августа 2015 года — Р-3). Высота центра населённого пункта — 516 метров над уровнем моря.

## Население
| Численность населения | Численность населения | Численность населения | Численность населения |
| 1989                  | 1999                  | 2009                  | 2021                  |
| --------------------- | --------------------- | --------------------- | --------------------- |
| 430                   | ↘366                  | ↘354                  | ↘273                  |

национальный состав
Процентное соотношение численно-преобладающих национальностей села согласно переписи населения 1989 года:
| Национальность | Процентное соотношение |
| -------------- | ---------------------- |
| русские        | 47 %                   |
| немцы          | 21 %                   |
| другие         | 32 %                   |